# James Burton (Gitarrist)

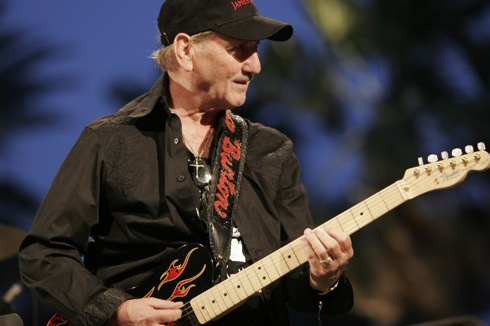
James Burton (2009)

James Edward Burton (* 21. August 1939 in Minden, Louisiana) ist ein US-amerikanischer Gitarrist.

## Leben
James Burton prägte die Geschichte der Country- und Rock’n Roll-Musik und wurde zum Vorbild für eine ganze Generation von Country- und Rock-Gitarristen. Beeinflusst wurde er u. a. von Bo Diddley, Chet Atkins, Chuck Berry und Merle Travis. Mit 13 Jahren erhielt er seine erste Gitarre, mit 14 hatte er seinen ersten Auftritt in der Radioshow Louisiana Hayride. Schon mit 15 spielte er den berühmten Susie Q-Lick für Dale Hawkins. 1955 schloss er einen Vertrag mit dem Label „Chess Records“. Zusammen mit James Kirkland und Bob Luman hatte er den Hit My Gal Is Red Hot. Von 1958 bis 1964 spielte er in der Band von Rick Nelson mit dem Hit Hello Mary Lou. Burton wurde zu einem der gefragtesten Sessiongitarristen im amerikanischen Musikbusiness. Sein Sound verhalf nicht zuletzt Elvis Presley zu seinem 1970er-Jahre-Comeback. Außerdem arbeitete er mit Frank Sinatra, Dean Martin, Jerry Lee Lewis, Roy Orbison, Emmylou Harris und Johnny Cash. In Zusammenarbeit mit Merle Haggard war er an der Entwicklung des „Bakersfield-Sound“ beteiligt. 1968 wurde der Künstler für den Country Music Award als „Best Lead Guitar“ nominiert. Es folgten noch sieben weitere Nominierungen, bevor er den Award erhielt. Wesentlichen Anteil hatte Burton am Erfolg Elvis Presleys Anfang der 1970er Jahre. Burton spielte in Presleys Begleitband TCB Band. Dies machte ihn auch einem breiten Publikum bekannt: Auf beinahe jeder Live-Aufnahme Presleys hört man den Satz „Play it, James!“ als Aufforderung Presleys an Burton, ein Solo zu spielen. Der Satz wurde sowohl für Presley als auch für Burton zu einer Art Markenzeichen. Später arbeitete er mit John Denver und Elvis Costello, mit dem er insgesamt vier Alben produzierte. Burton gilt als der perfekte Repräsentant des amerikanischen Schmelztiegels unterschiedlicher musikalischer Stile vom Blues über Country bis zum Jazz und zum Rock ’n’ Roll. Sein bevorzugtes Gitarrenmodell ist die Fender Telecaster. Die besonderen Eigenschaften dieses Modelles begünstigen bestimmte Spieltechniken und die aus diesen Techniken resultierenden Sounds (z. B. „B-Bending“ oder „chicken-picking“). In der Kategorie „Sidemen“ wurde James Burton im Jahr 2001 in die Rock and Roll Hall of Fame aufgenommen.

## Leistungen
James Burton hat auf der Grundlage älterer Stile der Country- und Western-Musik eigene Sounds entwickelt, die einen starken Einfluss auf die Gitarristen-Szene ausübten und weiterhin ausüben. Charakteristisch sind u. a. das so genannte Hybrid-Flatpicking und das „Chicken-Picking“. Bei der Ausführung des Hybrid-Flatpickings bedient sich der Künstler eines Plektrums, das zwischen dem Daumen und dem Zeigefinger gehalten wird, sowie eines „Fingerpicks“ auf dem Mittelfinger. Das Plektrum schlägt die Saite mit dem Abschlag, das Fingerpick mit dem Aufschlag an. Diese Ausführungstechnik erlaubt eine sehr schnelle Spielweise. Beim „Chicken-Picking“ werden die Saiten so schnell mit den Plektren angeschlagen, dass sie nach dem Anschlag sofort wieder abgedämpft werden. Burtons Stil wird auch als „Hot-Tele-Sound“ bezeichnet.
Der Rolling Stone listete Burton 2011 auf Rang 19 der 100 größten Gitarristen aller Zeiten. In einer Liste aus dem Jahr 2003 hatte er Rang 20 belegt.

## Diskografie
- Corn Pickin and Slick Slidin’ (See for Miles 1969)
- The Guitar Sounds of James Burton (A&M 1971)

Mit Dale Hawkins
- Fool's Paradise (Beveric 2000)

Mit Rick Nelson:
- Songs by Rick (Imperial 1959)
- Rick Sings Again (Imperial 1959)
- More Songs by Rick (1960)
- Rick is 21 (Imperial 1961)
- Album Seven by Rick (Imperial 1962)
- Rick Nelson Sings For You (Decca 1963)

Mit Gram Parsons:
- GP (Reprise 1973)
- Grievous Angel (Reprise 1974)

Mit Elvis Presley:
- On Stage: February 1970 (RCA 1970)
- Elvis in Person at the International Hotel: Las Vegas, Nevada (RCA Victor 1970)
- Elvis Recorded Live on Stage in Memphis (RCA Victor 1974)
- Elvis: That's The Way It Is – Special Edition 2001 (DVD Warner)